# Utah Beach
Utah Beach, česky pláž Utah, bylo kódové označení pro nejzápadnější z pláží, na které se vylodily spojenecké síly během Dne D jako součást bitvy o Normandii (operace Overlord) 6. června 1944. Do invazních plánů byla tato pláž přidána až na samém konci, když se zjistilo, že je k dispozici více vyloďovacích člunů.
Vyloďovací pláž byla přibližně 5 km dlouhá a nacházela se mezi Pouppeville a vesnicí La Madeleine, která se stala opěrným bodem severního křídla spojenecké ofenzivy podél levého břehu estuáru řeky Douve. Německé označení sektoru bylo W5.
Přestože se dostala 4. pěchotní divize (část VII. sboru) v podstatě mimo kurz, vylodila se v porovnání s krutými boji na Omaha Beach za relativně malého nepřátelského odporu.